# Museo de la risa
El Museo de la risa (en francés: Musée Juste pour rire; en inglés: Just for Laughs Museum), fue un museo canadiense dedicado al humor ubicado en Montreal, Quebec. El museo cerró a finales de 2011. Llegó a ser visitado por más de dos millones de personas desde su apertura.

## Historia
El Museo creado por Gilbert Rozon, fundador del festival Just for Laughs en la misma ciudad en la década de 1980. Inaugurado en 1993, el museo fue un marco dedicado al humor con exposiciones y un espacio multifuncional para la presentación de eventos públicos, privados o profesionales. El museo estaba ubicado en 2011 Saint Laurent Boulevard, Montreal. Tal vez por coincidencia, St. Laurent es el nombre francés de Lorenzo de Roma, el santo patrón de los cómicos.
El Museo estaba afiliado a la Canadian Museums Association, la Canadian Heritage Information Network, y el Museo Virtual de Canadá.